# Abdelkader Bouhi
Abdelkader Bouhi (en kabyle : Σbdeqader Buḥi, en tifinagh: ⵄⴱⴷⴻⵇⴰⴷⴻⵔ ⴱⵓⵃⵉ), né le 8 mai 1957 à Béjaïa, Petite Kabylie en Algérie et décédé le 22 juin 2014 à Béjaïa, est un auteur-compositeur-interprète et chanteur algérien d'expression kabyle.

## Carrière musicale

### Début de carrière
Abdelkader Bouhi a commencé sa carrière professionnelle avec l’enregistrement et la commercialisation d’un premier album (une cassette) vers 1983, sous le nom « duo Athmathen ». L’intitulé de l’album est aussi Athmathen. L’album était enregistré et produit (édité) à Paris, en France, chez Salah Sadaoui, un artiste musicien, chanteur-compositeur, qui avait investi dans un studio d’enregistrement baptisé Sadaoui Phone. Sa distribution en France se fera par Gouraya Music, un autre label de Salah Sadaoui.

### Carrière solo
C'est vers 1985/1986 qu'Abdelkader Bouhi va signer son premier album solo, réalisé entièrement en Algérie, avec, entre autres titre, Andallatt.
Durant toute sa carrière, il va produire une douzaine d’album environ, dont il sera à quelques exceptions près auteur et compositeur : Abeḥri n Ccetwa [le vent hivernal], Ɛamayen ar ad εeddin, Dduklent-iyi i s tlata, [Sexe, Drogue, Alcool ...], Anda lla-țț [Où est-elle donc ma bien aimée], Bgayet a tamurt-iw [Bgayet: ma perle, ma ville natale].
Son dernier album, Ad ak weṣṣiγ a ameẓyan est sorti post mortem, aux éditions Gosto Pruduction à Béjaia, en 2015. Il décède en 2014 à 57 ans, à l’hôpital de Béjaia .

## Mort et lieu d'enterrement
L’enterrement d’Abdelkader Bouhi a lieu le jour même de sa mort, au cimetière dit Sidi-Ahmed, dans sa ville natale, Béjaïa.